# Al Torre
Pour les articles homonymes, voir Torre.
Al Torre est un batteur et percussionniste, joueur de timbale.

## Biographie
Al Torre a fait partie de différentes formations de Cal Tjader pendant 3 ans, et avec qui il est parti en tournée. Il a notamment participé à l'enregistrement du premier album live de Cal Tjader Jazz at The Blackhawk comme batteur au sein du Cal Tjader Quartet de 1957 avec Vince Guaraldi au piano et Eugene Wight à la contrebasse. Cet album, 50 ans après son enregistrement est encore considéré par la critique comme étant l'un des meilleurs albums de Cal Tjader. 

Al Torre était le batteur attitré de la formation à but pédagogique The San Francisco Mainstream Jazz Quintet.

## The San Francisco Mainstream Jazz Quintet

### Composition
The San Francisco Mainstream Jazz Quintet est composé de Graham Bruce (trompette), Scott Petersen (saxophone tenor), Don Alberts (piano), Jim O'Neill (contrebasse) et Al Torre (batterie). 
Il présente dans les écoles et les universités sous forme de mots et de musique un programme qui présente l'histoire du jazz.
Sa composition a évolué : actuellement, il ne reste plus que Graham Bruce, Scott Petersen et Jim O'Neill.

### Quelques-unes des interventions en milieu scolaire
Cette formation a établi un programme avec les écoles de la région pour expliquer en quelques instants ce qu'est le jazz. Ils présentent ce programme accessible et ajustable suivant plusieurs niveaux d'études en milieu scolaire (témoignages et critiques d'interventions visualisables dans les notes et références).
Quelques écoles, universités et organisations qui les ont accueillis :
- Cal State Hayward Department of Music[5],
- Alameda HS Alameda[6],
- El Camino HS South San Francisco[7],
- San Jose Museum of Art Winter Concert Series 1999[8],
- Carson Elementary San Jose[9],
- Lawton School San Francisco[10],
- Lipman Middle School Brisbane[11],
- San Jose Jazz Society Jazz Festival Summer 1998[12].

## Discographie

### Avec Cal Tjader
- 1955 : Ritmos Calientes (Fantasy Records)
- 1956 : Live at the Club Macumba San Francisco (inédit publié en 2012) (Acrobat 630842)
- 1957 : Jazz at The Blackhawk (Fantasy Records)
- 1957 : Cal Tjader (Fantasy Records)
- 1960 : Concert On The Campus (Fantasy Records)

Compilations d'albums 2 en 1 :
- 1997 : Los Ritmos Calientes (Fantasy Records)
- 1997 : Our Blues